# District de Yanqing
Le district de Yanqing (延庆区 ; pinyin : Yánqìng Xiàn) est une subdivision du nord-ouest de la municipalité de Pékin en Chine.

## Démographie
La population du district était de 271 790 habitants en 1999.

## Liens externes

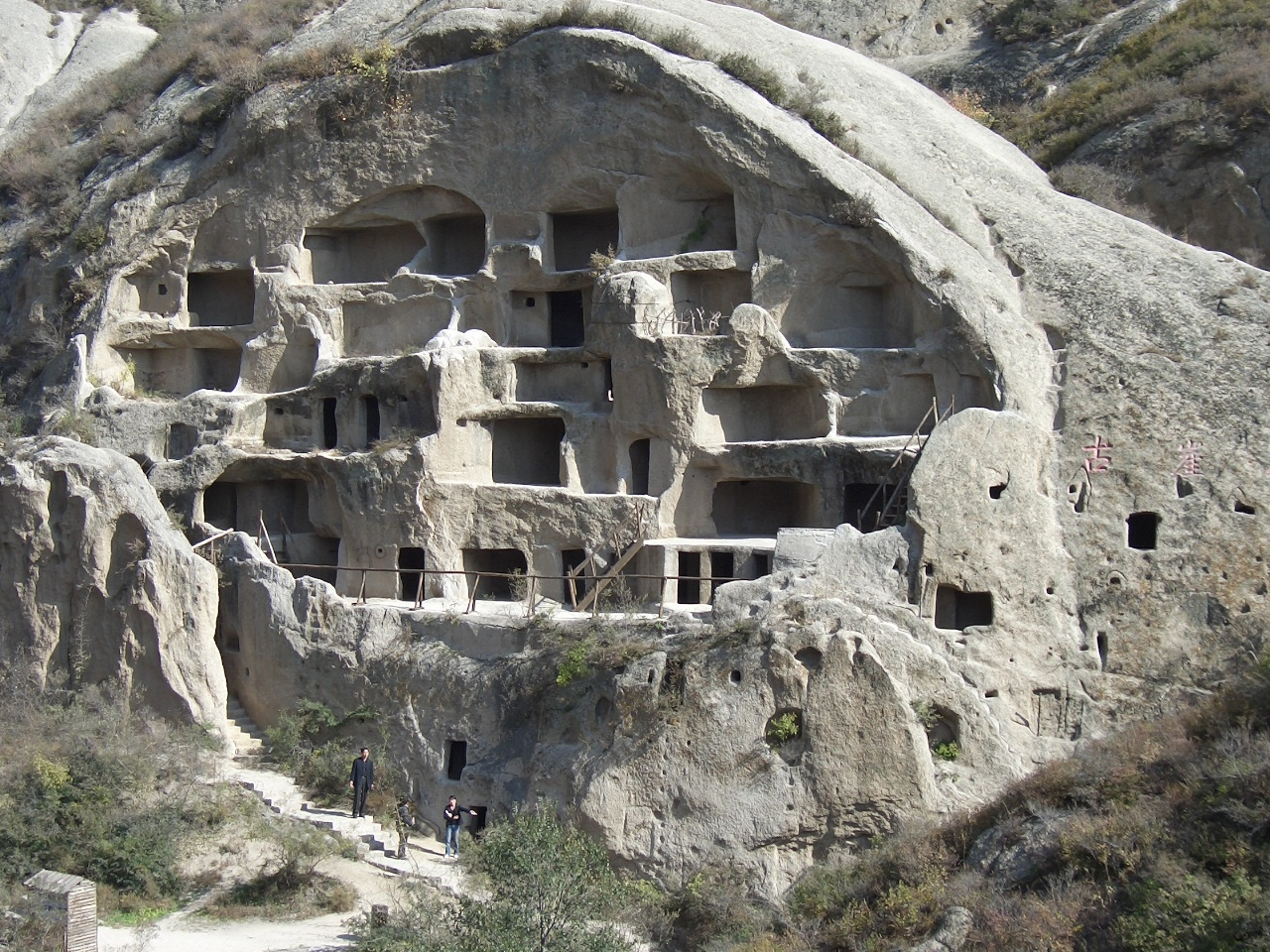
Les ruines de Guyaju